# Nick Dempsey
Nicholas Charles Dempsey –conocido como Nick Dempsey– (Norwich, 13 de agosto de 1980) es un deportista británico que compitió en vela en las clases Mistral y RS:X. Estuvo casado con la también regatista Sarah Ayton.
Participó en cinco Juegos Olímpicos de Verano, obteniendo en total tres medallas, bronce en Atenas 2004 (Mistral), plata en Londres 2012 (RS:X) y plata en Río de Janeiro 2016 (RS:X), el 16.º lugar en Sídney 2000 (Mistral) y el cuarto en Pekín 2008 (RS:X).
Ganó cuatro medallas en el Campeonato Mundial de RS:X entre los años 2007 y 2013, y una medalla de oro en el Campeonato Europeo de RS:X de 2006.

## Palmarés internacional
| Juegos Olímpicos | Juegos Olímpicos | Juegos Olímpicos  | Juegos Olímpicos |
| Año              | Lugar            | Medalla           | Clase            |
| ---------------- | ---------------- | ----------------- | ---------------- |
| 2004             | Atenas (Grecia)  | Medalla de bronce | Mistral          |

| Juegos Olímpicos   | Juegos Olímpicos        | Juegos Olímpicos  | Juegos Olímpicos |
| Año                | Lugar                   | Medalla           | Clase            |
| ------------------ | ----------------------- | ----------------- | ---------------- |
| 2012               | Londres (Reino Unido)   | Medalla de plata  | RS:X             |
| 2016               | Río de Janeiro (Brasil) | Medalla de plata  | RS:X             |
| Campeonato Mundial |                         |                   |                  |
| Año                | Lugar                   | Medalla           | Clase            |
| 2007               | Cascaes (Portugal)      | Medalla de bronce | RS:X             |
| 2009               | Weymouth (Reino Unido)  | Medalla de oro    | RS:X             |
| 2012               | Cádiz (España)          | Medalla de plata  | RS:X             |
| 2013               | Búzios (Brasil)         | Medalla de oro    | RS:X             |
| Campeonato Europeo |                         |                   |                  |
| Año                | Lugar                   | Medalla           | Clase            |
| 2006               | Alaçatı (Turquía)       | Medalla de oro    | RS:X             |